# قسم حاجيلار الشمالي الريفي (مقاطعة تشايبارة)
قسم حاجيلار الشمالي الريفي (بالفارسية: دهستان حاجیلار شمالی) هي منطقة سكنية تقع في Hajjilar District في إيران. يقدر عدد سكانها بـ 2,935 نسمة .